# Thysanoessa longicaudata
Thysanoessa longicaudata je korýš z řádu krunýřovek. Žije hlavně v severovýchodním Atlantiku (Německo, Špicberky) a představuje důležitou složku tzv. krilu v těchto mořích. Výskyt však byl zaznamenán i v jiných částech Atlantiku a v Severním ledovém oceánu. Vyvíjí se na jaře z vajíček, načež pohlavně dospívá a obvykle žije pouze jeden rok. Dosahuje velikosti 10–16 mm a je důležitou složkou potravy ptáků, ryb a velryb. Je u něj zaznamenána vertikální migrace vodním sloupcem během dne.